# Krzysztof Herdzin
Krzysztof Herdzin (ur. 21 maja 1970 w Bydgoszczy) – profesor sztuk muzycznych w Akademii Muzycznej w Bydgoszczy, pianista, kompozytor, aranżer, dyrygent, producent muzyczny, multiinstrumentalista, orkiestrator nagrodzonej Oscarem muzyki Jana A.P. Kaczmarka.

## Życiorys
Urodził się w 1970 r. w Bydgoszczy. Jest synem tenora bydgoskiej opery – Henryka Herdzina. Naukę gry na fortepianie rozpoczął w wieku 5 lat. W 1993 r. ukończył Akademię Muzyczną im. Feliksa Nowowiejskiego w Bydgoszczy w klasie Katarzyny Popowej-Zydroń (współautorki sukcesów Rafała Blechacza i Szymona Nehringa). W 2010 r. został wykładowcą na nowo powstałym wydziale jazzu, dyrygentury i edukacji muzycznej w macierzystej uczelni. Obecnie prowadzi własną klasę fortepianu jazzowego. 14 stycznia 2021 r. otrzymał tytuł naukowy profesora sztuk muzycznych.
Jako solista wykonywał „Błękitną rapsodię” George’a Gershwina, XVII Koncert fortepianowy G-dur W. A. Mozarta, Koncert fortepianowy a-moll Edvarda Griega oraz własne „Concertino”. W latach 90. wraz z klarnecistą Wojciechem Mrozkiem koncertował w Niemczech w ramach działań fundacji Sir Yehudi Menuhina „Live Music Now”. W tym duecie dokonał także nagrań muzyki kameralnej dla Bayerische Rundfunk w Monachium.
W latach 1996–2001 grał w zespole Zbigniewa Namysłowskiego. Na początku lat 90. grał w „City Jazz Trio” Jacka Pelca, kwartecie Janusza Muniaka, kwartecie Jana Ptaszyna Wróblewskiego (Made In Poland / Jazz Jamboree 1992), kwartecie Kazimierza Jonkisza, „Back To The Bass” Mariusza Bogdanowicza, „Quintessence” Eryka Kulma, kwartecie Wojciecha Staroniewicza, kwartecie Michała Kulentego. Współpracował z Cezarym Konradem, Ewą Bem, Danutą Błażejczyk, Anną Serafińską, Dorotą Miśkiewicz, Lorą Szafran oraz grupą „Loud Jazz Band”. W latach 2002–2012 występował w duecie z Edytą Geppert, w latach 2011–2019 roku był pianistą i aranżerem zespołu Anny Marii Jopek. Obecnie prowadzi Trio, w którym gra z Cezarym Konradem i Robertem Kubiszynem. Występuje również z recitalami solowymi.
W roli pianisty, dyrygenta i aranżera współpracował z takimi wykonawcami jak: Maria Schneider, Yasmine Levy, Gregoire Maret, Richard Bona, Gil Goldstein, Gonzalo Rubalcaba, Makoto Ozone, Clarence Penn, Oscar Castro Neves, Mino Cinelu, Dhafer Youssef, Vinnie Colaiuta, Branford Marsalis, Eddie Henderson, Rick Margitza oraz Jon Lord.
Jako pianista kameralista występował z flecistkami Jadwigą Kotnowską i Agatą Igras, saksofonistą Pawłem Gusnarem i skrzypkami Vadimem Brodskim oraz Mariuszem Patyrą.
Dyrygował ponad 40 orkiestrami: Academy of St. Martin in the Fields, Orchestre National de Belgique, Zhejiang Symphony Orchestra, Orkiestrą Wirtuozi Lwowa, Polską Orkiestrą Radiową, Sinfonią Varsovia, NOSPR, Orkiestrą Akademii Beethovenovskiej, Orkiestrą MACV, Sinfonią Iuventus, Santander, Capellą Bydgostiensis, Polską Filharmonią Kameralną, Capellą Gedanensis, Elbląską Orkiestrą Kameralną, Śląską Orkiestrą Kameralną, Orkiestrą Kameralną Filharmonii Narodowej, Gliwicką Orkiestrą Kameralną, Concerto Avenna, Sinfonietta Cracovia, Sinfonią Viva, L’Autunno,, Orkiestrą Teatru Muzycznego ROMA, Orkiestrą Opery Podlaskiej w Białymstoku, Orkiestrą Opery NOVA w Bydgoszczy, Orkiestrą Teatru Wielkiego w Łodzi, Orkiestrą Filharmonii w Łodzi, Orkiestrą Filharmonii Pomorskiej w Bydgoszczy, Orkiestrą Filharmonii Szczecińskiej, Orkiestrą Filharmonii Warmińsko-Mazurskiej, Orkiestrą Filharmonii Opolskiej, Orkiestrą Filharmonii Dolnośląskiej, Orkiestrą Filharmonii Wrocławskiej, Orkiestrą Filharmonii Katowickiej, Orkiestrą Filharmonii Rybnickiej, Orkiestrą Filharmonii w Kaliszu, Orkiestrą Filharmonii w Płocku, Toruńską Orkiestrą Symfoniczną, Orkiestrą Symfoniczną im. Karola Namysłowskiego w Zamościu, Orkiestrą Symfoników Bydgoskich.
Jest posiadaczem dziewiętnastu złotych płyt dla aranżera (Intymnie Ryszarda Rynkowskiego, Ladies, Sentiments Ewy Małas-Godlewskiej, Nasza Niepodległa, Pogadaj ze mną Młynarski / Nahorny, Nic Nie Muszę Edyty Geppert, Śpiewam życie Edyty Geppert i Kroke, Wielcy kompozytorzy muzyki filmowej Jerzego Dudusia Matuszkiewicza, Kręci mnie ten świat Ireny Santor, Seweryn Krajewski Filmowo .... by Krzysztof Herdzin, Moje królestwo Edyty Geppert, I Wish You Love Wojciecha Gąssowskiego, Feelharmony Kroke, Hej Kolęda! Aleksandry Kurzak, Polanna Anny Marii Jopek, Songs from Yesterday Mieczysław Szcześniak/Krzysztof Herdzin, Deszczowa piosenka Teatr Muzyczny „Roma”, Ulotne Anny Marii Jopek, Czułe struny Natalii Kukulskiej) oraz sześci platynowych płyt (50 Maryli Rodowicz, ID Anny Marii Jopek, In the Rhythm of Chopin Eljazz Big Band, Nic Nie Muszę Edyty Geppert, Songs from Yesterday Mieczysław Szcześniak/Krzysztof Herdzin, Czułe struny Natalii Kukulskiej).
Jako instrumentalista, kompozytor, aranżer, dyrygent, wziął udział w nagraniu ponad 200 płyt CD.
Ma na swoim koncie ponad 3000 aranżacji na mniejsze i większe składy instrumentalne. W swoim dorobku kompozytorskim ma kilkadziesiąt tematów jazzowych, piosenek, oraz kompozycje współczesne, charakteryzujące się neoklasycznym i neoromantycznym podejściem do materii dźwiękowej.
Jako aranżer i producent płytowy pracował z większością polskich gwiazd piosenki (m.in.: Irena Santor, Maryla Rodowicz, Ewa Bem, Ryszard Rynkowski, Wojciech Gąssowski, Kayah, Edyta Górniak, Natalia Kukulska, Anna Maria Jopek, Katarzyna Groniec, Mieczysław Szcześniak, Edyta Geppert, Kuba Badach, Janusz Radek, Piotr Cugowski, Sławek Uniatowski, Igor Herbut, Krystyna Prońko, Renata Przemyk) i śpiewakami operowymi: Aleksandra Kurzak, Ewa Małas-Godlewska, Małgorzata Walewska, Iwona Hossa, Olga Pasiecznik, Bożena Harasimowicz, Joanna Radziszewska, Joanna Moskowicz, Natalia Rubiś, Gabriela Legun, Piotr Beczała, Paweł Skałuba, Piotr Buszewski, Rafał Bartmiński, Adam Zdunikowski, Piotr Lempa, Krystian Krzeszowiak, Tomasz Kumięga, Andrzej Lampert.
Koncertował w Australii, Kanadzie, Stanach Zjednoczonych, Meksyku, Indiach, Chinach, Korei, Japonii, Izraelu, Turcji oraz prawie wszystkich krajach Europy.
Jako aranżer współpracował z: Orkiestrą Aukso, Kukla Band, Orkiestrą Zbigniewa Górnego, Tangata, Kroke, Prima Vista, Camerata Quartet, Royal String Quartet, Xerxes Strings, Kwartetem 4-te, Rubinstein Quartet, Affabre Concinui, Opole Gospel Choir.
Jest twórcą pierwszego w Polsce oficjalnie wybranego przez Sejmik Wojewódzki w 2007 r. „muzycznego logo” – Fanfary Województwa Kujawsko-Pomorskiego.
W latach 2006–2008 prowadził autorską audycję w Radiu Jazz „Kalambury z partytury”. W październiku 2019 powrócił do prowadzenia audycji pod tym samym tytułem w 2 programie Polskiego Radia.
Od 2015 r. jest opiekunem artystycznym cyklu koncertów „Dobry Wieczór Jazz” na deskach NOVEJ Sceny Teatru Muzycznego ROMA.
Był szefem muzycznym programów telewizyjnych: Idol, Jak oni śpiewają, Tata Show, Wehikuł Czasu Manna i Materny; dyrygentem orkiestr i szefem artystycznym dziesiątek koncertów telewizyjnych i plenerowych.
Był jurorem na konkursach (Bydgoszcz Big Band Festiwal 2008, 2010; Przegląd Poezji Śpiewanej – „Płonąca świeca” w Mińsku Mazowieckim 2007, Turniej Poezji Śpiewanej we Włocławku (w latach 2005–2006, 2011, 2014-15, 2021-2023); Festiwal Piosenki Francuskiej „Chantons a Wrocław” 2008; Pejzaż Bez Ciebie w Bydgoszczy 2008, 2009, 2010, 2011; Festiwal im. Łucji Prus „W żółtych płomieniach liści” w Białymstoku 2014), Nowy Tomyśl Big Band Festiwal 2024.

## Galeria

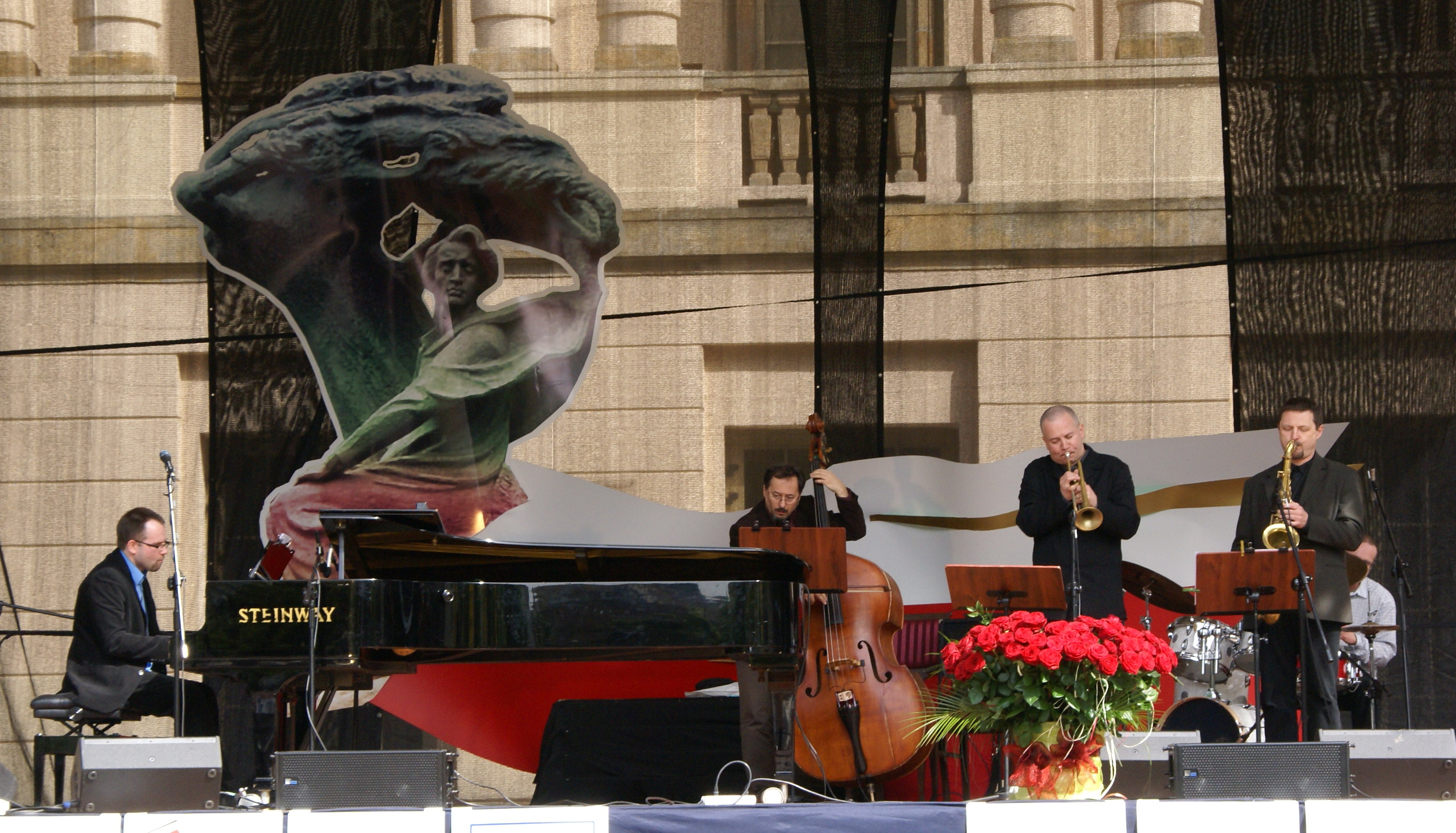
Koncert Kalejdoskop Chopinowski w Bydgoszczy - maj 2010.
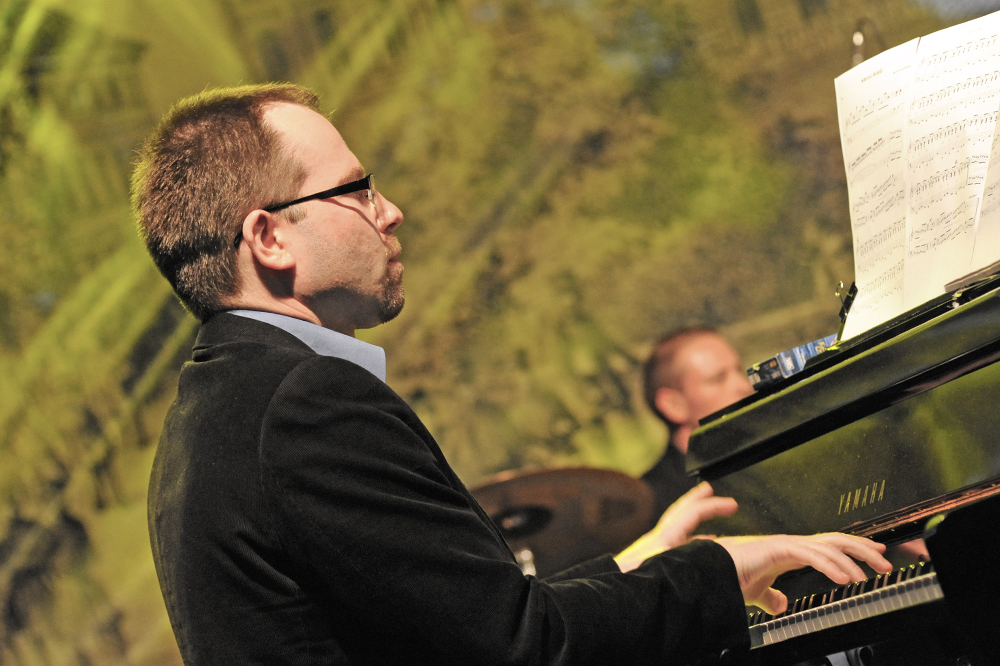
Herdzin Dzieciom koncert w Warszawie, maj 2010.
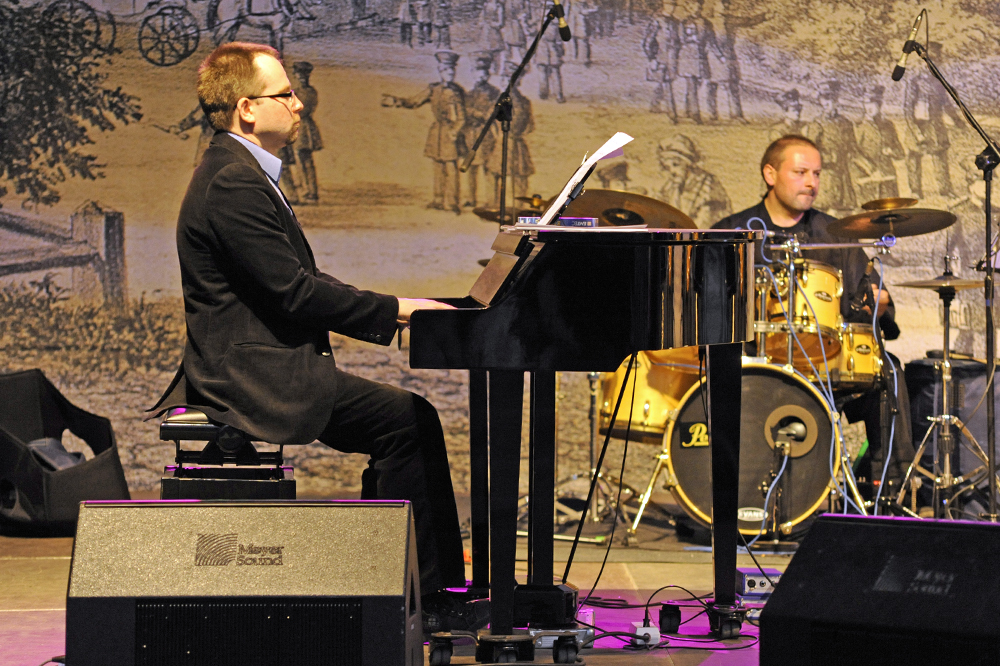
Koncert przy Uniwersytecie Warszawskim w maju 2010.
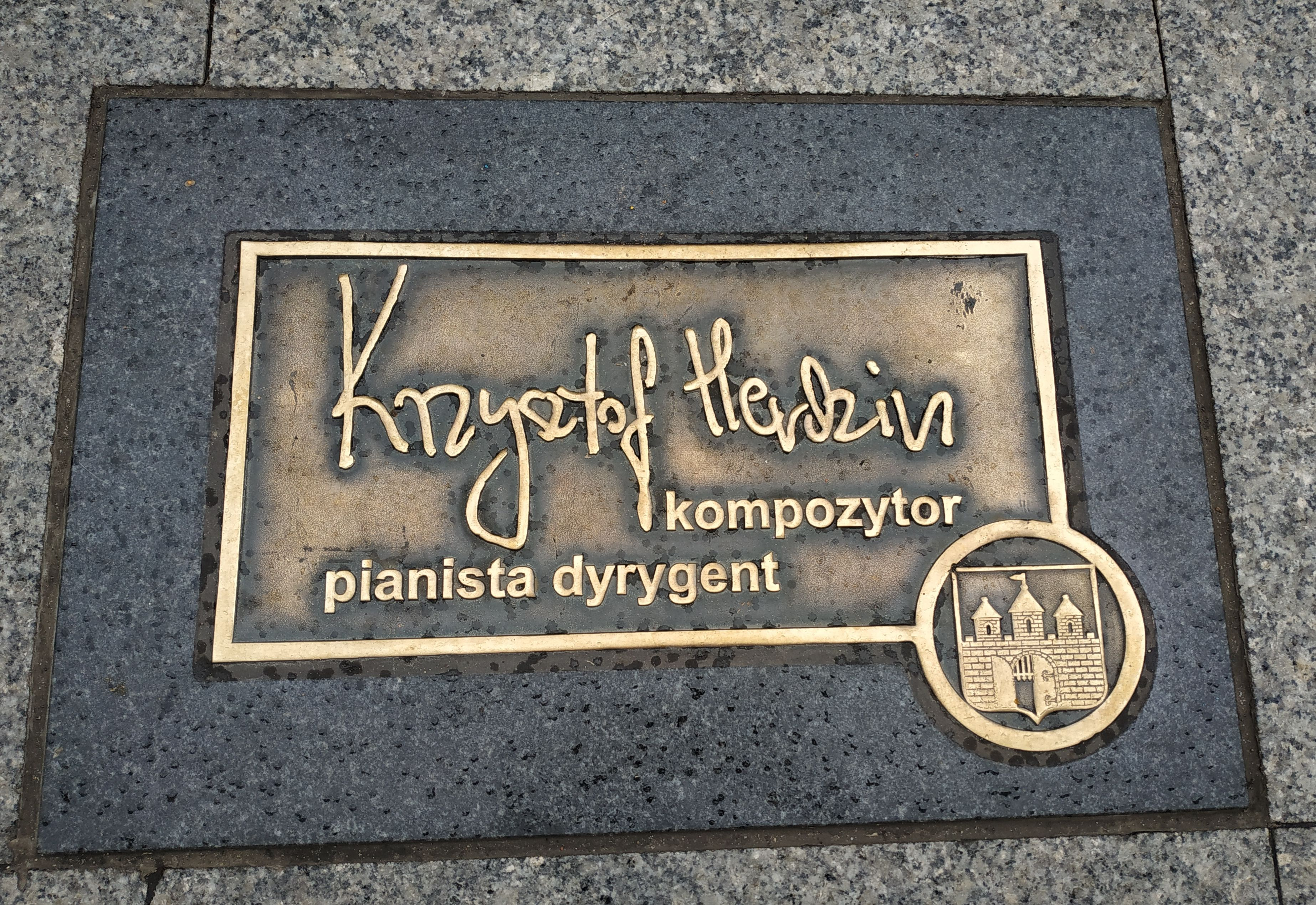
Bydgoska Aleja Autografów
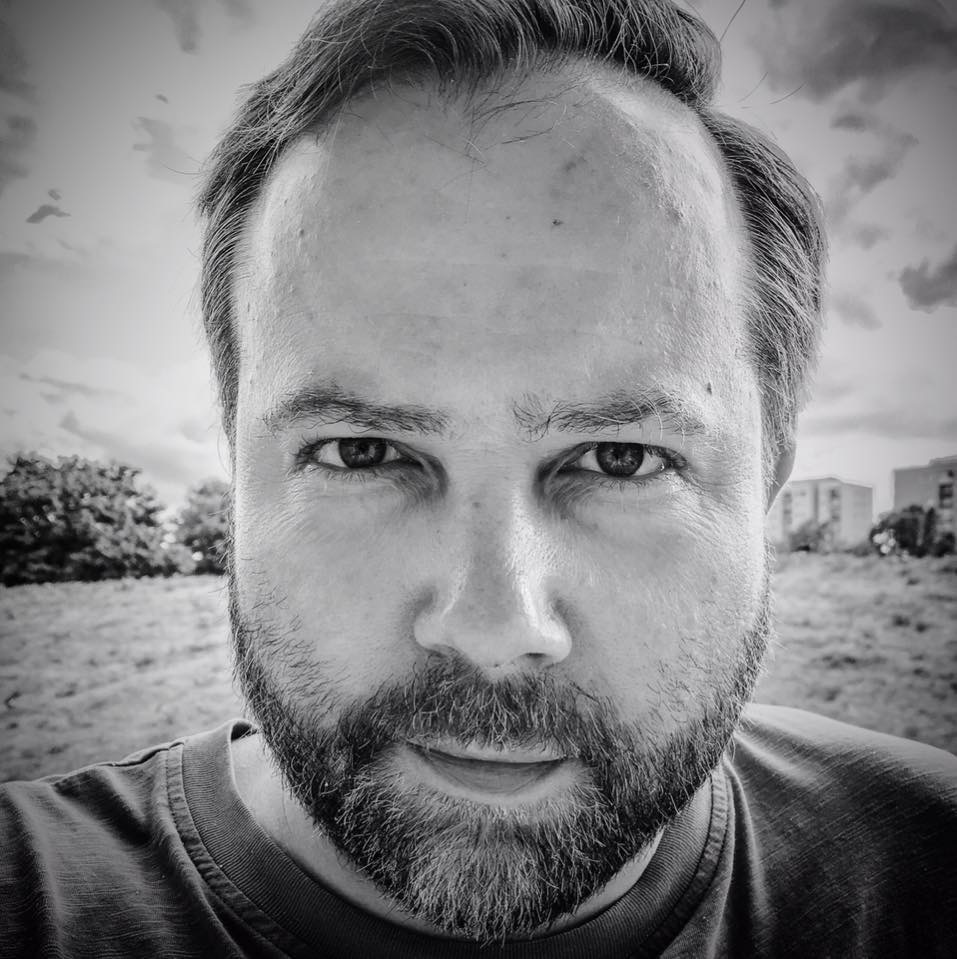
Krzysztof Herdzin w 2016 r.

## Ważniejsze kompozycje
| Rok       | Tytuł                                                                                              | Źródło |
| --------- | -------------------------------------------------------------------------------------------------- | ------ |
| 1993      | Miniatury Liryczne na baryton i smyczki                                                            | [ 13 ] |
| 1995      | Bajkowe Opowieści na flet (lub saksofon altowy) i fortepian (lub smyczki)                          | [ 13 ] |
| 1996/1999 | Concertino na fortepian i orkiestrę                                                                | [ 13 ] |
| 1996      | Igraszka na smyczki                                                                                | [ 13 ] |
| 2005      | Fantazja na tematy IV Kwartetu Smyczkowego Grażyny Bacewicz na kwartet smyczkowy i kwartet jazzowy | [ 13 ] |
| 2006      | Poemat Symfoniczny „Szkice Zimowe”                                                                 | [ 13 ] |
| 2007      | Hymn o św. Albercie Chmielowskim na głos i orkiestrę                                               | [ 13 ] |
| 2008      | Looking For Balance na saksofon tenorowy, trio jazzowe i orkiestrę                                 | [ 13 ] |
| 2009      | Narracje na saksofon altowy i orkiestrę                                                            | [ 13 ] |
| 2009      | Chopiniana Con Delizia na klarnet, dwa akordeony i smyczki                                         | [ 13 ] |
| 2010      | Ritmico Alla Zoppa na sześciu perkusistów i trio jazzowe                                           | [ 14 ] |
| 2011      | Kwartet Smyczkowy                                                                                  | [ 13 ] |
| 2012      | Asertywne Preludium i Nieasertywna Toccata                                                         | [ 13 ] |
| 2012      | Olender                                                                                            | [ 13 ] |
| 2014      | Suita na tematy polskie na kwintet saksofonowy                                                     | [ 15 ] |
| 2014      | Choralis Passeris na wiolonczelę i smyczki                                                         | [ 16 ] |
| 2015      | Trzy Sonety Szekspira na sekstet wokalny a cappella                                                | [ 17 ] |
| 2015      | Podwójny Koncert na altówkę, saksofon altowy i orkiestrę                                           | [ 18 ] |
| 2016      | Sonata na trabkę i fortepian La Cascata                                                            | [ 19 ] |
| 2016      | musical Cyrano                                                                                     | [ 20 ] |
| 2016      | Concertino na trio stroikowe i smyczki                                                             | [ 21 ] |
| 2018      | Requiem na solistów, chór i orkiestrę symfoniczną                                                  | [ 22 ] |
| 2019      | Koncert na harmonijkę ustną i smyczki                                                              | [ 23 ] |
| 2020      | Te Deum na solistów, chór i orkiestrę symfoniczną                                                  | [ 24 ] |
| 2021      | Tribute to Stan Getz suita na saksofon tenorowy, smyczki, harfę i zestaw perkusyjny                | [ 25 ] |
| 2022      | Koncert na klarnet i orkiestrę symfoniczną                                                         | [ 26 ] |
| 2023      | Tadeusz Baird recomposed: Colas Breugnon, Cztery Sonety Szekspira                                  | [ 27 ] |
| 2024      | Concertino na kwintet dęty, smyczki i perkusję                                                     | [ 28 ] |
| 2024      | Sextant na kwintet dęty i fortepian                                                                | [ 29 ] |
| 2024      | Głos człowieczy na chór mieszany a cappella                                                        | [ 30 ] |

## Kariera
Kierownictwo muzyczne
- 25 Ogólnopolskie Spotkania Zamkowe, Koncert „Studnia”, Olsztyn 1998
- Fama Koncert Galowy, Świnoujście 2000
- Warsztaty i Koncert na 4+, Nowogard / Szczecin 2000
- Warsztaty i Koncert na 4+, Nowogard / Szczecin 2001
- Festiwal Sztuki Estradowej Offset, Warszawa 2001
- Festiwal Sztuki Estradowej Offset, Warszawa 2002
- Koncert Jubileuszowy Ryszarda Rynkowskiego Teatr Wielki, Sala Kongresowa, Warszawa 2002
- Festiwal Sztuki Estradowej Offset, Warszawa 2003
- Koncert Ladies, Teatr Polski, Warszawa 2003
- Benefis Hanny Banaszak, Teatr Wielki, Łódź 2004
- Festiwal Gama, Amfiteatr, Kołobrzeg 2004
- Koncert Papieski, Plac Zamkowy, Warszawa 2004
- Koncert Papieski, Plac Zamkowy, Warszawa 2005
- Ceremonia Otwarcia Igrzysk Polonijnych, Plac Zamkowy, Warszawa 2005
- Gala Jubileuszu 80-lecia Polskiego Radia, Teatr Wielki, Warszawa 2005
- Festiwal – Pejzaż Bez Ciebie (Krzysztof Klenczon), Opera Nova, Bydgoszcz 2005
- Festiwal – Pejzaż Bez Ciebie (Mieczysław Fogg), Opera Nova, Bydgoszcz 2006
- 33 Ogólnopolskie Spotkania Zamkowe, koncert „Safona”, Olsztyn 2006
- VIII Mazurska Noc Kabaretowa, Mrągowo 2006
- Gala X-lecia Fundacji Polsat, Teatr Roma, Warszawa 2006
- Gala – Nagroda A.Drawicza, Ogrody Prezydenckie, Warszawa 2006
- Gala – Polskie Orły, Teatr Narodowy, Warszawa 2006
- Gala – Polskie Orły, Teatr Narodowy, Warszawa 2007
- Benefis Jacka Cygana – Cyganeria, Opera Leśna, Sopot 2007
- IX Mazurska Noc Kabaretowa, Mrągowo 2007
- Gala – Nagroda Złotego Berła, Teatr Wielki, Warszawa 2007
- Festiwal – Pejzaż Bez Ciebie (Anna Jantar), Opera Nova, Bydgoszcz 2007
- Festiwal Muzyki Filmowej – Jerzy Duduś Matuszkiewicz, Studia Filmowe „Toya”, Łódź 2008
- X Mazurska Noc Kabaretowa, Mrągowo 2008
- Gala Jubileuszu 90-lecia ZAIKS-u, Teatr Roma, Warszawa 2008
- Gala Nagrody Totus, Zamek Królewski, Warszawa 2008
- Gala Święta Niepodległości, Teatr Wielki, Warszawa 2008
- Gala Jubileuszowa, XXX PPA, Teatr Polski, Wrocław 2009
- XI Mazurska Noc Kabaretowa, Mrągowo 2009
- Festiwal – Pejzaż Bez Ciebie (Czesław Niemen), Opera Nova, Bydgoszcz 2009
- Diwy Polskiej Estrady, Sala Kongresowa, Warszawa 2010
- Polska Gala Expo, Teatr Wielki, Szanghaj 2010
- Festiwal – Pejzaż Bez Ciebie (Jonasz Kofta), Opera Nova, Bydgoszcz 2010
- Noc W Polskim, Teatr Polski, Warszawa 2010
- Festiwal – Pejzaż Bez Ciebie Breakout & Tadeusz Nalepa, Opera Nova, Bydgoszcz 2011
- Dire Straits Symfonicznie, Filharmonia Dolnośląska, Jelenia Góra 2012
- XV Festiwal Muzyki Filmowej – Stanisław Syrewicz, Filharmonia Łódzka, Łódź 2012
- Festiwal Serca Bicie – piosenki Andrzeja Zauchy, Opera Nova, Bydgoszcz 2013
- Tych Lat Nie Odda Nikt – Benefis Ireny Santor, Teatr Miejski, Inowrocław 2013[31]
- Festiwal Serca Bicie – piosenki Andrzeja Zauchy – Opera Nova, Bydgoszcz 2015[32]
- Tribute to musical, Opera Podlaska, Białystok 2017[33]
- Gala Jacek Cygan Symfonicznie – NOSPR, Katowice 2017[34]
- Gala Koryfeusz Muzyki Polskiej Studio Koncertowe im. Lutosławskiego, Warszawa 2017[35]
- Grzegorz Ciechowski Symfonicznie, Toruńska Orkiestra Symfoniczna, Toruń 2018[36]
- Wodecki Twist Festiwal „Chwytaj Dzień”, ICE Kraków 2019[37]
- V Królewski Koncert w Dniu Kobiet, Zamek Królewski, Warszawa 2021[38]
- Kolędy z Krzysztofem Herdzinem, Zamek Królewski, Warszawa 2022[39]
- VIII Królewski Koncert w Dniu Kobiet, Zamek Królewski, Warszawa 2024[40]
- Festiwal – Pejzaż Bez Ciebie Kabaret Starszych Panów, Arena Toruń 2024[41]

## Teatr
| Rok  | Tytuł                          | Uwagi | Źródło |
| ---- | ------------------------------ | --- | ------ |
| 1997 | Fame                           | reżyseria: Wojciech Kępczyński, Teatr Powszechny w Radomiu; fortepian, instrumenty elektroniczne                                         | [ 42 ] |
| 1999 | Crazy for You                  | reżyseria: Wojciech Kępczyński, Teatr Muzyczny „Roma” w Warszawie; instrumenty klawiszowe                                                | [ 43 ] |
| 2000 | Piotruś Pan                    | reżyseria: Janusz Józefowicz, Teatr Muzyczny „Roma” w Warszawie; orkiestracja, fortepian                                                 | [ 44 ] |
| 2002 | Pięciu braci Moe               | reżyseria: Olaf Lubaszenko, Teatr Muzyczny „Roma” w Warszawie; kierownictwo muzyczne, aranżacje                                          | [ 44 ] |
| 2006 | Jak Piekarczyk chwat Elbląg... | reżyseria: Mirosław Siedler, Teatr Dramatyczny w Elblągu; aranżacje                                                                      | [ 44 ] |
| 2008 | Na końcu tęczy                 | reżyseria: Krzysztof Jasiński Krzysztof, Teatr Scena STU w Krakowie; kierownictwo muzyczne, aranżacje                                    | [ 44 ] |
| 2012 | Deszczowa piosenka             | reżyseria: Wojciech Kępczyński, Teatr Muzyczny „Roma” w Warszawie;kierownictwo muzyczne, dyrygent, dodatkowa muzyka                      | [ 44 ] |
| 2015 | Cyrano                         | muzyka: Krzysztof Herdzin, libretto: Jacek Bończyk, reżyseria: Jakub Szydłowski, Teatr Muzyczny w Łodzi; kierownictwo muzyczne, dyrygent | [ 45 ] |
| 2016 | Boogie Street                  | muzyka: Leonard Cohen, libretto: Daniel Wyszogrodzki, reżyseria: Iwona Jera, Teatr Stary w Lublinie: kierownictwo muzyczne, aranżacje    | [ 46 ] |
| 2017 | Piloci                         | muzyka: Jakub i Dawid Lubowicz, libretto: Michał Wojnarowski, reżyseria: Wojciech Kępczyński, wybrane orkiestracje, dyrygent gościnny    | [ 47 ] |
| 2018 | Żołnierz królowej Madagaskaru  | reżyseria: Krzysztof Jasiński, Teatr Polski w Warszawie; kierownictwo muzyczne, aranżacje                                                | [ 48 ] |
| 2019 | Błękitne Krewetki              | reżyseria: Krzysztof Jasiński, Teatr Scena STU w Krakowie; kierownictwo muzyczne, aranżacje                                              | [ 49 ] |
| 2021 | Sunset Boulevard               | reżyseria: Jacek Mikołajczyk, Opera Nova w Bydgoszczy; kierownictwo muzyczne, dyrygent                                                   | [ 50 ] |
| 2022 | Wesele Figara                  | reżyseria: Mikołaj Grabowski, Teatr Bagatela w Krakowie; kierownictwo muzyczne, aranżacje, kompozycje                                    | [ 51 ] |
| 2022 | Songi Teatru Stu               | reżyseria: Krzysztof Jasiński, Teatr Scena STU w Krakowie, kierownictwo muzyczne, aranżacje                                              | [ 52 ] |
| 2023 | Deszczowa Piosenka             | reżyseria: Tadeusz Kabicz, Teatr Muzyczny w Poznaniu, kierownictwo muzyczne, dyrygent, dodatkowa muzyka                                  | [ 53 ] |
| 2023 | Kredki                         | reżyseria: Tomasz Grochoczyński, muzyka: Władysław Igor Kowalski, Teatr Dramatyczny w Płocku, aranżacje i nagranie piosenek              | [ 54 ] |

## Dyskografia
| Rok                  | Tytuł                                                                                  | Uwagi                                                                              | Źródło          |
| Płyty autorskie      | Płyty autorskie                                                                        | Płyty autorskie                                                                    | Płyty autorskie |
| -------------------- | -------------------------------------------------------------------------------------- | ---------------------------------------------------------------------------------- | --------------- |
| 1995                 | Krzysztof Herdzin Chopin Quintet – Chopin                                              | pianista, aranżer                                                                  | [ 55 ]          |
| 1997                 | Krzysztof Herdzin – Being Confused                                                     | pianista, kompozytor, aranżer                                                      | [ 56 ]          |
| 1998                 | Krzysztof Herdzin, Mariusz Bogdanowicz, Piotr Biskupski – Seriale, seriale             | pianista, aranżer, współproducent                                                  | [ 58 ]          |
| 1999                 | Krzysztof Herdzin Trio – Almost After                                                  | pianista, kompozytor, aranżer                                                      | [ 59 ]          |
| 2005                 | Krzysztof Herdzin – Dancing Flowers                                                    | pianista, kompozytor, aranżer, producent                                           | [ 60 ]          |
| 2006                 | Krzysztof Herdzin Trio – Live in Tygmont                                               | pianista, kompozytor, aranżer, producent                                           | [ 61 ]          |
| 2008                 | Krzysztof Herdzin – Belcanto Semplice                                                  | pianista, kompozytor, aranżer, producent                                           | [ 62 ]          |
| 2009                 | Krzysztof Herdzin – Fantazja na tematy IV Kwartetu Smyczkowego Grażyny Bacewicz        | pianista, kompozytor, aranżer, producent                                           | [ 63 ]          |
| 2010                 | Krzysztof Herdzin – Symphonicum                                                        | kompozytor, dyrygent, producent                                                    | [ 64 ]          |
| 2011                 | Krzysztof Herdzin Trio – Capacity                                                      | pianista, kompozytor, aranżer, producent                                           | [ 65 ]          |
| 2011                 | Krzysztof Herdzin – Looking for Balance                                                | pianista, kompozytor, dyrygent, producent                                          | [ 66 ]          |
| 2013                 | Krzysztof Herdzin – Jesteś światłem                                                    | pianista, kompozytor, aranżer, wokalista, producent                                | [ 67 ]          |
| 2013                 | Krzysztof Herdzin – Composer’s Concert Live                                            | pianista, kompozytor, dyrygent, producent                                          | [ 68 ]          |
| 2014                 | Krzysztof Herdzin – Songbook 2000–2013                                                 | muzyka, aranżacja, orkiestracja, produkcja                                         | [ 69 ]          |
| 2016                 | Krzysztof Herdzin / Academy Of St. Martin In The Fields – Suite on Polish Themes       | kompozytor, dyrygent, producent                                                    | [ 70 ]          |
| 2017                 | Krzysztof Herdzin / Jacek Bończyk – musical Cyrano                                     | kompozytor, dyrygent, producent                                                    | [ 71 ]          |
| 2017                 | Krzysztof Herdzin – Look Inward Piano Improvisations                                   | pianista, producent                                                                | [ 72 ]          |
| 2018                 | Krzysztof Herdzin – Concerto & Concertino                                              | kompozytor, dyrygent, producent                                                    | [ 73 ]          |
| 2018                 | Herdzin / Colaiuta / Kubiszyn – Kingdom of Ants                                        | kompozytor, aranżer, producent, pianista, saksofonista, klarnecista                | [ 74 ]          |
| 2019                 | Krzysztof Herdzin – The Book of Secrets                                                | kompozytor, aranżer, producent, pianista                                           | [ 75 ]          |
| 2020                 | Krzysztof Herdzin – Impressions on Paderewski                                          | pianista                                                                           | [ 76 ]          |
| 2022                 | Krzysztof Herdzin & Robert Majewski – Heart to heart                                   | kompozytor, aranżer, producent, pianista, klarnecista                              | [ 77 ]          |
| 2024                 | Krzysztof Herdzin – Requiem                                                            | kompozytor, dyrygent                                                               | [ 78 ]          |
| 2024                 | Krzysztof Herdzin & AUKSO – Wanderer’s Notes                                           | kompozytor, pianista, producent                                                    | [ 79 ]          |
| Płyty współautorskie |                                                                                        |                                                                                    |                 |
| 1997                 | Kazimierz Jonkisz, Krzysztof Herdzin, Piotr Rodowicz, Zbigniew Brzyszcz – We Mean Monk | pianista                                                                           | [ 80 ]          |
| 2006                 | Edyta Geppert, Krzysztof Herdzin – Moje królestwo                                      | pianista; ZPAV: złota płyta                                                        | [ 82 ]          |
| 2013                 | Jarek Wist i Krzysztof Herdzin Big Band – Swinging with Sinatra                        | pianista, kompozytor, aranżer, dyrygent, producent                                 | [ 83 ]          |
| 2015                 | Mieczysław Szcześniak i Krzysztof Herdzin – Songs from Yesterday                       | producent, aranżer, pianista; ZPAV: platynowa płyta                                | [ 85 ]          |
| 2020                 | Krzysztof Herdzin i Krzysztof Iwaneczko – Origami                                      | pianista, kompozytor, aranżer, producent                                           | [ 86 ]          |
| 2021                 | Herdzin / Sztaba / Bałdych / Pierończyk / AUKSO – Great Encounters                     | pianista, kompozytor                                                               | [ 87 ]          |
| Inne płyty           |                                                                                        |                                                                                    |                 |
| 1995                 | Kayah – Kamień                                                                         | pianista; ZPAV: złota płyta                                                        | [ 89 ]          |
| 1996                 | Filip Sojka – KGB                                                                      | pianista, keyboardzista, aranżer                                                   | [ 90 ]          |
| 1996                 | Wojciech Pilichowski -Granat                                                           | kompozytor                                                                         | [ 91 ]          |
| 1997                 | Kayah – Zebra                                                                          | pianista; ZPAV: platynowa płyta                                                    | [ 93 ]          |
| 1997                 | Zbigniew Namysłowski – Dances                                                          | pianista                                                                           | [ 94 ]          |
| 1998                 | Zbigniew Namysłowski – Mozart Goes Jazz                                                | pianista, aranżer                                                                  | [ 95 ]          |
| 1999                 | Zbigniew Namysłowski – 3 Nights                                                        | pianista, keyboardzista                                                            | [ 96 ]          |
| 1999                 | Anna Maria Jopek – Jasnosłyszenie                                                      | pianista                                                                           | [ 97 ]          |
| 2000                 | Anna Maria Jopek – Smutny bóg / Ślady po tobie                                         | pianista                                                                           | [ 98 ]          |
| 2000                 | Filip Sojka – Bassmedia                                                                | pianista, keyboardzista, kompozytor                                                | [ 99 ]          |
| 2001                 | Robert Janowski – Nieważkość                                                           | pianista                                                                           | [ 100 ]         |
| 2001                 | Ryszard Rynkowski – Intymnie                                                           | pianista, aranżer, ZPAV: złota płyta                                               | [ 102 ]         |
| 2002                 | Katarzyna Groniec – Poste restante                                                     | pianista, keyboardzista, aranżer, producent                                        | [ 103 ]         |
| 2002                 | Edyta Geppert – Wierzę piosence                                                        | pianista, keyboardzista, aranżer, producent                                        | [ 104 ]         |
| 2003                 | Kayah – Stereo typ                                                                     | pianista                                                                           | [ 105 ]         |
| 2003                 | Seweryn Krajewski – Jestem                                                             | producent, aranżer, pianista, dyrygent, harmonijka                                 | [ 106 ]         |
| 2003                 | Ewa Małas-Godlewska – Era of Love                                                      | pianista, aranżer                                                                  | [ 107 ]         |
| 2003                 | Zbigniew Namysłowski – Zbigniew Namysłowski – Remy Filipovitch Quintet – Go!           | pianista                                                                           | [ 108 ]         |
| 2004                 | Anna Serafińska – Ciepło-zimno                                                         | pianista, keyboardzista                                                            | [ 109 ]         |
| 2004                 | Agnieszka Hekiert – Night And Day Swing                                                | pianista, aranżer                                                                  | [ 110 ]         |
| 2004                 | Mariusz Klimek, Piotr Kusiewicz – Ponad czasem                                         | pianista                                                                           | [ 111 ]         |
| 2005                 | Marek Napiórkowski – Nap                                                               | pianista                                                                           | [ 112 ]         |
| 2005                 | Tomasz Stockinger – Melodią wracasz do mnie                                            | pianista, keyboardzista, aranżer                                                   | [ 113 ]         |
| 2005                 | Saruel – Z Tobą                                                                        | pianista                                                                           | [ 114 ]         |
| 2006                 | Ewa Małas-Godlewska – Sentiments                                                       | pianista, aranżer, kompozytor, dyrygent; ZPAV: złota płyta                         | [ 116 ]         |
| 2006                 | Anna Serafińska – Gadu Gadu                                                            | pianista, keyboardzista, aranżer, producent                                        | [ 117 ]         |
| 2006                 | Edyta Geppert – Śpiewam życie                                                          | pianista, aranżer; ZPAV: złota płyta                                               | [ 119 ]         |
| 2007                 | Anna Maria Jopek – ID                                                                  | pianista, aranżer, dyrygent; ZPAV: platynowa płyta                                 | [ 121 ]         |
| 2007                 | Kayah – MTV Unplugged                                                                  | pianista                                                                           | [ 122 ]         |
| 2007                 | Dorota Curyłło – Lady Be Good                                                          | pianista, aranżer                                                                  | [ 123 ]         |
| 2008                 | Wojciech Młynarski / Włodzimierz Nahorny – Pogadaj ze mną                              | pianista, aranżer; ZPAV: złota płyta                                               | [ 125 ]         |
| 2008                 | Anna Maria Jopek – Skłamałabym                                                         | pianista, aranżer, dyrygent                                                        | [ 126 ]         |
| 2008                 | Anna Maria Jopek – JO i CO                                                             | pianista, keyboardzista                                                            | [ 127 ]         |
| 2008                 | Edyta Geppert – Nic nie muszę – 25-lecie                                               | pianista, aranżer, dyrygent, producent; ZPAV: platynowa płyta                      | [ 129 ]         |
| 2008                 | Anna Maria Jopek – Cisza na skronie, na powieki słońce                                 | pianista                                                                           | [ 130 ]         |
| 2009                 | Filip Sojka – Powrót do gry                                                            | pianista, kompozytor, aranżer                                                      | [ 131 ]         |
| 2009                 | Robert Janowski – Song.pl                                                              | pianista                                                                           | [ 100 ]         |
| 2009                 | Ryszard Rynkowski – Zachwyt                                                            | pianista, kompozytor, aranżer; ZPAV: złota płyta                                   | [ 133 ]         |
| 2010                 | Maryla Rodowicz – 50                                                                   | producent, aranżer, pianista, dyrygent, wokalista, flecista; ZPAV: złota płyta     | [ 135 ]         |
| 2010                 | Kayah – Kayah i Royal Quartet                                                          | aranżer                                                                            | [ 136 ]         |
| 2010                 | Leszcze – Koniec z dziewczynami                                                        | producent, aranżer, pianista, saksofonista, wokalista                              | [ 137 ]         |
| 2010                 | Wojciech Gąssowski – I Wish You Love                                                   | producent, aranżer, pianista, dyrygent, wokalista, saksofonista; ZPAV, złota płyta | [ 139 ]         |
| 2010                 | Irena Santor – Kręci mnie ten świat                                                    | producent, aranżer, pianista, dyrygent; ZPAV: złota płyta                          | [ 141 ]         |
| 2010                 | Robert Kubiszyn – Before Sunrise                                                       | pianista                                                                           | [ 142 ]         |
| 2010                 | Mazurek                                                                                | producent, kompozytor, pianista, aranżer                                           | [ 143 ]         |
| 2011                 | Seweryn Krajewski – Filmowo...by Krzysztof Herdzin                                     | aranżer, pianista, dyrygent, harmonijka; ZPAV: złota płyta                         | [ 144 ]         |
| 2011                 | Edyta Geppert – Święta z bajki                                                         | producent, aranżer, pianista, dyrygent, flecista, klarnecista                      | [ 145 ]         |
| 2011                 | Anna Maria Jopek – Polanna                                                             | aranżer, duduk; ZPAV: złota płyta                                                  | [ 146 ]         |
| 2011                 | Anna Maria Jopek – Sobremesa                                                           | aranżer, dyrygent, flecista; ZPAV: platynowa płyta                                 | [ 148 ]         |
| 2011                 | Halina Mlynkova – Etnoteka                                                             | aranżer, wokalista                                                                 | [ 149 ]         |
| 2011                 | Wiesław Prządka – Magic of Accordion                                                   | aranżer                                                                            | [ 150 ]         |
| 2011                 | Maciej Zieliński – Sounds of Love                                                      | pianista                                                                           | [ 151 ]         |
| 2011                 | Józef Eliasz i Eljazz Big Band – In The Rhythm Of Chopin                               | pianista, aranżer; ZPAV: platynowa płyta                                           | [ 153 ]         |
| 2011                 | Aga Zaryan – A Book of Luminous Things                                                 | dyrygent; ZPAV: platynowa płyta                                                    | [ 154 ]         |
| 2012                 | Gregoire Maret – Gregoire Maret                                                        | aranżer, dyrygent                                                                  | [ 155 ]         |
| 2012                 | Artur Andrus – Myśliwiecka                                                             | kompozytor                                                                         | [ 156 ]         |
| 2012                 | Piotr Salata – Czuła gra                                                               | producent, aranżer, pianista, saksofonista, flecista, wokalista, harmonijka        | [ 157 ]         |
| 2012                 | Paweł Gusnar – Saxophone Impressions                                                   | aranżer                                                                            | [ 158 ]         |
| 2012                 | Jarosław Kordaczuk – Dzieci aniołów                                                    | pianista                                                                           | [ 159 ]         |
| 2012                 | Jacek Kotlarski – Nigdy nie jest za późno                                              | producent, aranżer, pianista                                                       | [ 160 ]         |
| 2012                 | Electropoetry Ensemble – Talizmany                                                     | pianista                                                                           | [ 161 ]         |
| 2012                 | Agnieszka Hekiert – Stories                                                            | flecista                                                                           | [ 162 ]         |
| 2012                 | Aleksandra Bieńkowska – Résumé (Take One)                                              | producent, aranżer, pianista                                                       | [ 163 ]         |
| 2012                 | Kroke – Feelharmony                                                                    | producent, aranżer, dyrygent, pianista; ZPAV: złota płyta                          | [ 164 ]         |
| 2012                 | Aleksandra Kurzak – Hej Kolęda                                                         | aranżer, dyrygent; ZPAV: złota płyta                                               | [ 166 ]         |
| 2013                 | Maciej Dobrowolski – Clockwise                                                         | dyrygent                                                                           | [ 167 ]         |
| 2013                 | Olga Bończyk – Piąta rano                                                              | producent, aranżer, pianista, flecista, klarnecista, wokalista                     | [ 168 ]         |
| 2013                 | Jerzy Wasowski – Wasowski odnaleziony: Ktoś zbudził mnie                               | producent                                                                          | [ 169 ]         |
| 2013                 | Sinfonia Viva i Atom String Quartet – String Big Band                                  | aranżer, dyrygent                                                                  | [ 170 ]         |
| 2013                 | Marek Napiórkowski – UP!                                                               | pianista, aranżer, dyrygent                                                        | [ 171 ]         |
| 2014                 | Irena Santor – Punkt widzenia                                                          | producent, pianista, aranżer, dyrygent, kompozytor                                 | [ 172 ]         |
| 2015                 | Piotr Wójcicki – Moon City                                                             | producent, aranżer, pianista                                                       | [ 173 ]         |
| 2015                 | Adam Bałdych – Bridges                                                                 | aranżer                                                                            | [ 174 ]         |
| 2015                 | Teatr Roma – Deszczowa Piosenka                                                        | aranżer, dyrygent, producent; ZPAV: złota płyta                                    | [ 176 ]         |
| 2016                 | Mieczysław Szcześniak – Nierówni                                                       | aranżer; ZPAV: złota płyta                                                         | [ 177 ]         |
| 2016                 | Michał Kulenty – Dusza w uszach                                                        | producent, aranżer, dyrygent, pianista                                             | [ 178 ]         |
| 2016                 | Dorota Miśkiewicz – Piano.pl                                                           | pianista, aranżer                                                                  | [ 179 ]         |
| 2016                 | Marek Napiórkowski – Sextet                                                            | aranżer, pianista, flecista                                                        | [ 180 ]         |
| 2016                 | Rafał Brzozowski – Moje serce to jest muzyk, czyli polskie standardy                   | pianista, aranżer, dyrygent, producent                                             | [ 181 ]         |
| 2017                 | Renata Przemyk – Boogie Street                                                         | aranżer                                                                            | [ 182 ]         |
| 2017                 | ProMODERN – Shakespired                                                                | kompozytor                                                                         | [ 183 ]         |
| 2017                 | Grohman Orchestra & Krzysztof Herdzin – Klasyka polskiej rozrywki                      | dyrygent, aranżer                                                                  | [ 184 ]         |
| 2018                 | Henri Seroka – Odyssea an epic Cantata                                                 | pianista, aranżer, orkiestrator, dyrygent                                          | [ 185 ]         |
| 2018                 | Anna Maria Jopek & Branford Marsalis – Ulotne                                          | pianista, klarnecista, aranżer, dyrygent; ZPAV: złota płyta                        | [ 187 ]         |
| 2018                 | Dawid Lubowicz – Inside                                                                | pianista, flecista, akordeonista                                                   | [ 188 ]         |
| 2019                 | Mariusz Patyra – Nr 24                                                                 | aranżer                                                                            | [ 189 ]         |
| 2020                 | Natalia Kukulska – Czułe Struny                                                        | pianista, aranżer, dyrygent                                                        | [ 190 ]         |

## Filmografia

### Film
| Rok       | Tytuł                                              | Uwagi                                                                                           | Źródło  |
| --------- | -------------------------------------------------- | ----------------------------------------------------------------------------------------------- | ------- |
| 2000      | Pierwszy milion                                    | film fabularny; wykonanie muzyki (nie występuje w napisach)                                     | [ 191 ] |
| 2003-2013 | Na Wspólnej                                        | serial fabularny; wykonanie muzyki (nie występuje w napisach)                                   | [ 191 ] |
| 2004      | Marzyciel                                          | film fabularny; orkiestracja                                                                    | [ 191 ] |
| 2005      | Po sezonie                                         | film fabularny; wykonanie muzyki (fortepian)                                                    | [ 191 ] |
| 2006      | Cud w kamienicy. Ballada Jana Jangi Tomaszewskiego | film krótkometrażowy; wykonanie piosennek (instrumenty klawiszowe)                              | [ 191 ] |
| 2006      | Kilka fotografii                                   | film fabularny – krótkometrażowy; muzyka, wykonanie muzyki                                      | [ 191 ] |
| 2006      | Kryminalni. Misja Śląska                           | film fabularny – telewizyjny; wykonanie muzyki (fortepian)                                      | [ 191 ] |
| 2006      | Tylko mnie kochaj                                  | film fabularny; wykonanie muzyki (fortepian)                                                    | [ 191 ] |
| 2007–2013 | Barwy szczęścia                                    | serial fabularny; wykonanie muzyki (fortepian)                                                  | [ 191 ] |
| 2007      | Dlaczego nie                                       | film fabularny; wykonanie muzyki (fortepian)                                                    | [ 191 ] |
| 2007      | Halo Hans!                                         | serial fabularny; orkiestracja                                                                  | [ 191 ] |
| 2007      | U Pana Boga w ogródku                              | film fabularny; orkiestracja                                                                    | [ 191 ] |
| 2007–2009 | U Pana Boga w ogródku                              | serial fabularny; orkiestracja                                                                  | [ 191 ] |
| 2008      | Agentki                                            | serial fabularny; wykonanie muzyki (fortepian)                                                  | [ 191 ] |
| 2008      | Jeszcze raz                                        | film fabularny; wykonanie muzyki (fortepian)                                                    | [ 191 ] |
| 2008      | Nie kłam, kochanie                                 | film fabularny; wykonanie muzyki (fortepian)                                                    | [ 191 ] |
| 2008      | To nie tak, jak myślisz, kotku                     | film fabularny; wykonanie muzyki (fortepian)                                                    | [ 191 ] |
| 2008      | Świadectwo                                         | film dokumentalny fabularyzowany; orkiestracja (nie występuje w napisach), dyrygent (orkiestra) | [ 191 ] |
| 2009      | Kinematograf                                       | film animowany; orkiestracja, dyrygent                                                          | [ 191 ] |
| 2009      | Miasto z morza                                     | serial fabularny; orkiestracja, wykonanie muzyki (fortepian, klarnet), dyrygent                 | [ 191 ] |
| 2009      | Enen                                               | film fabularny; wykonanie muzyki (fortepian)                                                    | [ 191 ] |
| 2009      | Projekt dziecko, czyli ojciec potrzebny od zaraz   | film fabularny; wykonanie muzyki (fortepian)                                                    | [ 191 ] |
| 2010      | Joanna                                             | film fabularny; wykonanie muzyki (fortepian)                                                    | [ 191 ] |
| 2011      | O Cônsul de Bordéus                                | film fabularny; orkiestracja                                                                    | [ 191 ] |
| 2011      | Och, Karol 2                                       | film fabularny; wykonanie muzyki (fortepian)                                                    | [ 191 ] |
| 2014      | Fotograf                                           | film fabularny; wykonanie muzyki (fortepian)                                                    | [ 191 ] |
| 2014      | Na sygnale                                         | serial telewizyjny; wykonanie muzyki (fortepian)                                                | [ 191 ] |
| 2015      | Wkręceni 2                                         | film fabularny; wykonanie muzyki (fortepian)                                                    | [ 191 ] |
| 2017      | Po prostu przyjaźń                                 | film fabularny; wykonanie muzyki (fortepian)                                                    | [ 191 ] |
| 2019      | Initials S.G.                                      | film fabularny; wykonanie muzyki (fortepian)                                                    |         |
| 2022      | Gierek                                             | film fabularny; wykonanie muzyki (fortepian)                                                    | [ 191 ] |

### Telewizja
| Rok       | Tytuł                                    | Uwagi                           | Źródło  |
| --------- | ---------------------------------------- | ------------------------------- | ------- |
| 2003–2004 | Idol (3. edycja, Polsat)                 | kierownictwo muzyczne, pianista | [ 192 ] |
| 2007      | Jak oni śpiewają (1. edycja, Polsat)     | kierownictwo muzyczne, pianista | [ 192 ] |
| 2007      | Mc2 wehikuł czasu Manna i Materny (TVP2) | kierownictwo muzyczne, pianista | [ 192 ] |

## Nagrody i wyróżnienia
| Rok  | Kategoria/Tytułem                                      | Nagroda                                                 | Uwagi     | Źródło  |
| ---- | ------------------------------------------------------ | ------------------------------------------------------- | --------- | ------- |
| 1989 | Klucz Do Kariery (z zespołem Ostatni Dzwonek)          | Pomorska Jesień Jazzowa '89                             | Wygrana   | [ 13 ]  |
| 1990 | Grand Prix (z zespołem West)                           | Jazz Juniors '90                                        | Wygrana   | [ 13 ]  |
| 1993 | Klucz Do Kariery (z zespołem KGB)                      | Pomorska Jesień Jazzowa '93                             | Wygrana   | [ 13 ]  |
| 2006 | –                                                      | Nagroda Prezydenta Miasta Bydgoszczy 2005               | Wygrana   | [ 193 ] |
| 2007 | –                                                      | Nagroda Gazety Wyborczej „Feliks 2006”                  | Wygrana   | [ 193 ] |
| 2009 | Jazzowy album roku (Belcanto Semplice)                 | Fryderyk                                                | Nominacja | [ 194 ] |
| 2009 | Całokształt twórczości                                 | Nagroda Muzyczna Programu Trzeciego – „Mateusz”         | Nominacja | [ 193 ] |
| 2010 | Jazzowy muzyk roku                                     | Fryderyk                                                | Nominacja | [ 195 ] |
| 2011 | Aranżer roku                                           | Jazz Top 2010                                           | Wygrana   | [ 13 ]  |
| 2011 | Album roku muzyka współczesna (Symphonicum)            | Fryderyk                                                | Nominacja | [ 196 ] |
| 2011 | Kompozytor roku                                        | Fryderyk                                                | Nominacja | [ 196 ] |
| 2011 | Jazzowy muzyk roku                                     | Fryderyk                                                | Nominacja | [ 196 ] |
| 2011 | Jazzowy kompozytor roku/aranżer                        | Fryderyk                                                | Nominacja | [ 196 ] |
| 2011 | Jazzowy album roku (Looking for Balance)               | Fryderyk                                                | Nominacja | [ 196 ] |
| 2012 | Aranżer roku                                           | Jazz Top 2011                                           | Wygrana   | [ 13 ]  |
| 2012 | Artysta roku                                           | Enea Grand Prix Jazz Melomani 2011                      | Wygrana   | [ 197 ] |
| 2012 | Muzyka filmowa roku                                    | Nagroda RMF Classic MocArty 2011                        | Wygrana   | [ 198 ] |
| 2012 | Jazzowy album roku (Looking for Balance)               | Fryderyk                                                | Nominacja | [ 199 ] |
| 2012 | Jazzowy kompozytor roku/aranżer                        | Fryderyk                                                | Wygrana   | [ 199 ] |
| 2012 | Jazzowy muzyk roku                                     | Fryderyk                                                | Nominacja | [ 199 ] |
| 2012 | Muzyka jazzowa – całokształt                           | Nagroda Muzyczna Programu Trzeciego – „Mateusz”         | Nominacja | [ 200 ] |
| 2012 | Kultura                                                | Nagroda Marszałka Województwa Kujawsko-Pomorskiego 2012 | Wygrana   | [ 201 ] |
| 2013 | Aranżer roku                                           | Jazz Top 2012                                           | Wygrana   | [ 202 ] |
| 2013 | Kompozytor roku                                        | Jazz Top 2012                                           | Wygrana   | [ 202 ] |
| 2014 | Aranżer roku                                           | Jazz Top 2013                                           | Wygrana   | [ 203 ] |
| 2014 | Muzyka jazzowa – całokształt                           | Nagroda Muzyczna Programu Trzeciego – „Mateusz”         | Wygrana   | [ 204 ] |
| 2015 | Aranżer roku                                           | Jazz Top 2014                                           | Wygrana   | [ 205 ] |
| 2015 | Artysta roku                                           | Grand Prix Jazz Melomani 2014                           | Wygrana   | [ 206 ] |
| 2016 | Aranżer roku                                           | Jazz Top 2015                                           | Wygrana   | [ 207 ] |
| 2016 | Spektakl Roku – „Cyrano”                               | Teatralna Nagroda Muzyczna im. Jana Kiepury 2016        | Wygrana   | [ 208 ] |
| 2017 | Aranżer roku                                           | Jazz Top 2016                                           | Wygrana   | [ 209 ] |
| 2017 | Album roku muzyka współczesna (Suite on polish themes) | Fryderyk                                                | Nominacja | [ 210 ] |
| 2018 | podpis w Alei przy ul. Długiej                         | Bydgoska Aleja Autografów                               |           | [ 211 ] |
| 2018 | Aranżer roku                                           | Jazz Top 2017                                           | Wygrana   | [ 212 ] |
| 2020 | Promotor Polski                                        | Nagroda Godła „Teraz Polska”                            | Wygrana   | [ 213 ] |
| 2020 | Aranżer roku                                           | Jazz Top 2019                                           | Wygrana   | [ 212 ] |
| 2021 | Kultura                                                | Nagroda Marszałka Województwa Kujawsko-Pomorskiego 2020 | Wygrana   | [ 214 ] |
| 2021 | Aranżer roku / Kompozytor roku                         | Jazz Top 2020                                           | Wygrana   | [ 215 ] |
| 2023 | Kompozytor roku                                        | Jazz Top 2022                                           | Wygrana   | [ 216 ] |
| 2024 | Aranżer roku                                           | Jazz Top 2023                                           | Wygrana   | [ 217 ] |

## Medale
| Rok  | Medal                                                 | Źródło  |
| ---- | ----------------------------------------------------- | ------- |
| 2005 | Medal Prezydenta Miasta Bydgoszczy                    | [ 218 ] |
| 2015 | Srebrny Medal „Zasłużony Kulturze Gloria Artis”       | [ 219 ] |
| 2016 | Nagroda Artystyczna Prezydenta Miasta Bydgoszczy 2016 | [ 220 ] |
| 2018 | Medal im. Jerzego Sulimy – Kamińskiego                | [ 221 ] |